# Albert Ribaucour
Albert Ribaucour (né le 28 novembre 1845 à Lille, mort le 13 septembre 1893 à Philippeville, aujourd'hui Skikda, en Algérie) était un ingénieur des travaux publics et un mathématicien français,.

## Biographie
Albert Ribaucour étudie à l'École polytechnique à partir de 1865, puis à l'École des Ponts et Chaussées en 1867. Il commence à travailler comme ingénieur, sur des missions ponctuelles, notamment dans le département de l'Yonne, sur le Canal du Nivernais. Puis, il intervient, en 1870, à l'arsenal de la Marine de Rochefort, et, en 1873, à Draguignan. Il abandonne ces fonctions de décembre 1873 à février 1874, pour un poste de répétiteur adjoint de géométrie à l'École polytechnique, en remplacement d'Edmond Laguerre. Puis, il revient exercer comme ingénieur à Draguignan, à Brignoles, puis en 1878 à Aix-en-Provence. Après un séjour à Vesoul, il est affecté en juin 1886 en Algérie.
Il est connu également pour ses contributions en mathématique, particulièrement en géométrie différentielle et en surface minimale. Ces recherches sont menées en parallèle de sa carrière d'ingénieur.

## Quelques travaux
- 1870: Sur la déformation des surfaces, Comptes Rendus, 70, p. 330
- 1872: Note sur les développées des surfaces, Comptes Rendus, 74, p. 1399
- 1872: Sur la théorie des lignes de courbure, Comptes Rendus, 74, p. 1489
- 1872: Sur la théorie des lignes de courbure, Comptes Rendus, 74, p. 1570
- 1873: Sur les systèmes cycliques, Comptes Rendus, 76, p. 478
- 1873: Sur les faisceaux de cercles, Comptes Rendus, 76, p. 830
- 1880: Étude des Élassoïdes ou Surfaces A Courbure Moyenne Nulle